# Naxidia maculata
Naxidia maculata är en fjärilsart som beskrevs av Butler 1879. Naxidia maculata ingår i släktet Naxidia och familjen mätare. Inga underarter finns listade i Catalogue of Life.